# Asarkina longirostris
Asarkina longirostris är en tvåvingeart som först beskrevs av de Meijere 1908.  Asarkina longirostris ingår i släktet Asarkina och familjen blomflugor. Inga underarter finns listade i Catalogue of Life.